# ادهم خان
اَدهَم خان (۱۵۳۱ – ۱۶ مه ۱۵۶۲) یکی از سرداران گورکانی هند در دوران اکبر کبیر بود. او پسر کوچک‌تر ماهم انگه و به همین دلیل برادر رضاعی اکبر به‌شمار می‌رفت. در چهارمین سال سلطنت اکبر، او با جاویده بیگم، دختر باقی‌خان بَغلانی، ازدواج کرد.

## فتح ملوا

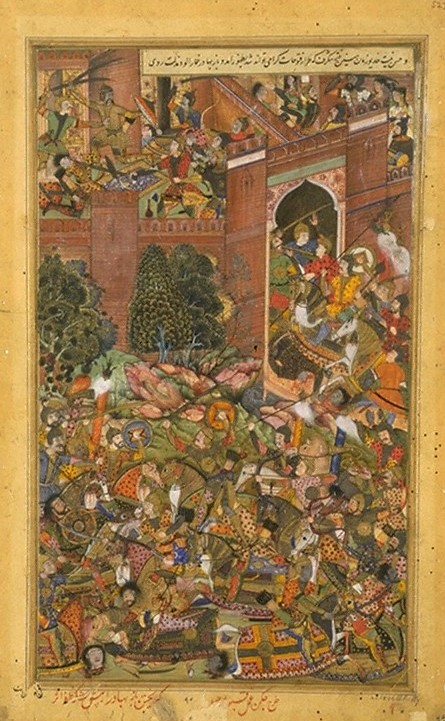
نیروهای امپراتوری گورکانی به رهبری ادهم خان، وارد دژ بازبهادر در ملوا می‌شوند، ۱۵۶۱، اکبرنامه، حدود ۱۵۹۰–۹۵.

پس از برکناری مان، ادهم به‌عنوان سردار گماشته شد و به‌منظور تسخیر ملوا اعزام گردید.
در سال ۱۵۶۱، سپاه گورکانی به فرماندهی ادهم به ملوا یورش برد. ارتش او در نبرد سارنگپور در ۲۹ مارس ۱۵۶۱، سپاه ایشان، سلطان ملوا را شکست داد. تمام خزانه‌ها، فیل‌ها و حرم‌سرای ایشان به‌دست فاتحان افتاد. رانی روپ‌متی، همسر بازبهادر، با نوشیدن زهر خودکشی کرد. پس از پیروزی، ادهم خان تنها چند فیل از غنائم را برای اکبر فرستاد و باقی را برای خود برداشت.
اکبر از این بی‌ادبی برآشفت و شخصاً به‌سوی سارنگپور حرکت کرد. او ادهم خان را غافلگیر کرد. ادهم تسلیم شد و غنائم را تحویل داد. سپس از ملوا فراخوانده شد و فرماندهی منطقه به پیر محمد خان واگذار شد. ادهم خان به فرمانداری منطقه پنجاب منصوب شد.

## اعدام ادهم خان و پیامدهای آن

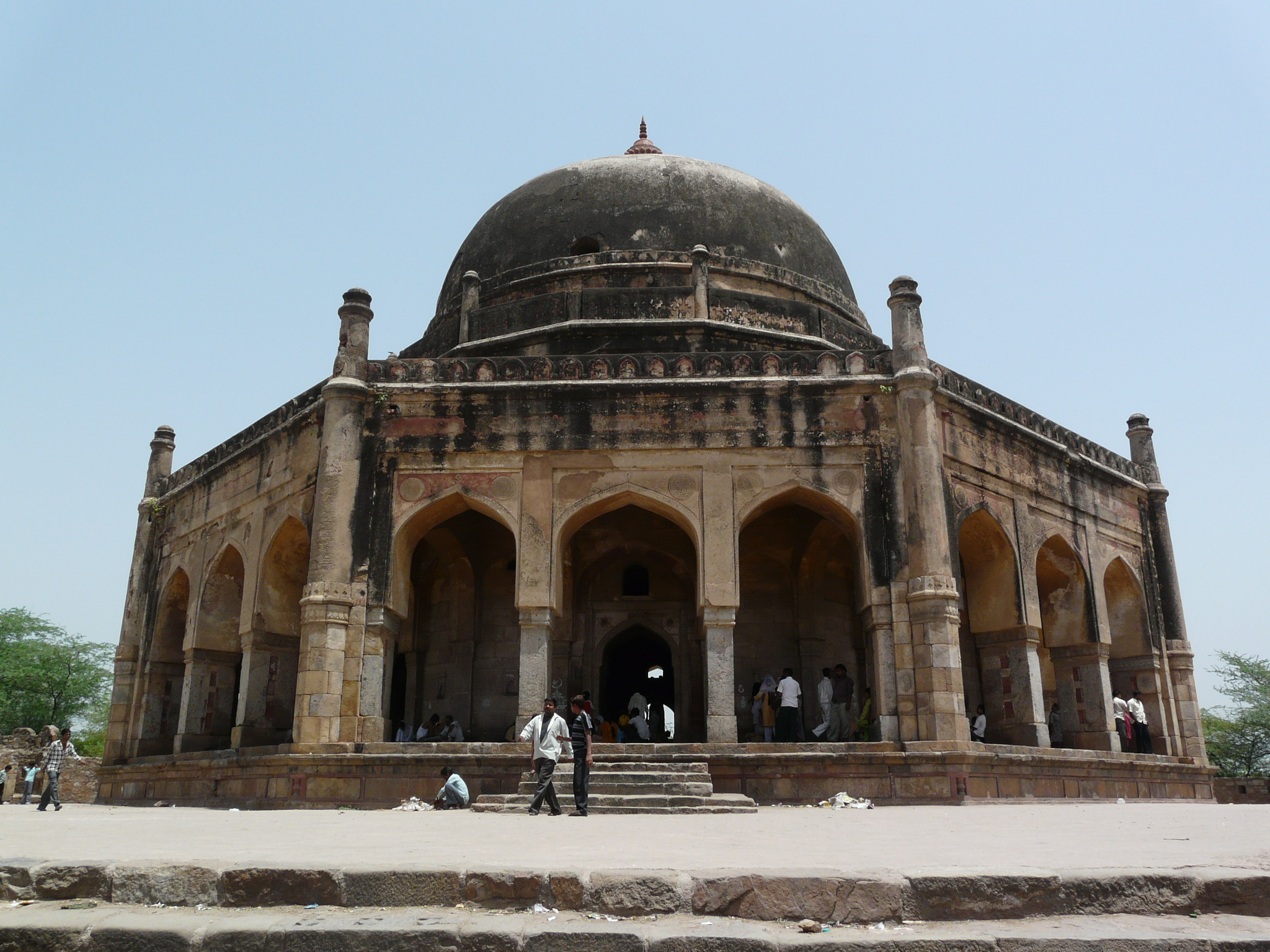
مزار ادهم خان که همچنین آرامگاه مادرش ماهم انگه نیز هست، مهراولی، دهلی.

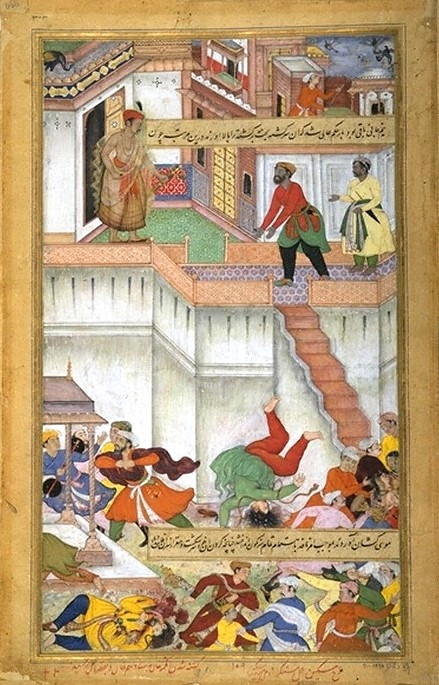
اکبر کبیر فرمان مجازات ادهم خان را صادر می‌کند، با پرتاب دوباره از بام قلعه آگره. اکبرنامه

در نوامبر ۱۵۶۱، آتگه خان، سردار مورد علاقهٔ اکبر، به‌عنوان وکیل (نخست‌وزیر) منصوب شد و جای منیم خان را گرفت. این انتصاب، ماهم آنگه را ناخشنود ساخت.
در ۱۶ مه ۱۵۶۲، ادهم خان با همراهی چند شرور، به تالار حضور یورش برد و آتگه خان را که در حال نشستن بود، به قتل رساند. سپس به بخش داخلی کاخ هجوم برد، جایی که اکبر که تازه از خواب بیدار شده بود، او را دستگیر کرد. اکبر پس از شنیدن توجیهات ادهم برای این قتل، او را با ضربه‌ای سخت نقش بر زمین کرد. سپس، به فرمان شاه، ادهم خان از بام ساختمانی یک‌طبقه به ارتفاع حدود ۳ متر به پایین پرتاب شد (احتمالاً به همین دلیل، لازم شد دوبار پرتاب شود) و به قتل رسید. اکبر شخصاً این خبر را به ماهم آنگه رساند. او با وقار گفت: «خوب کردی.»
مرگ ناگهانی ادهم خان، مادرش را افسرده ساخت و او نیز چهل روز بعد درگذشت.
پس از مرگش، پیکرش با احترام به دهلی منتقل شد. اکبر آرامگاهی برای او در مهرولی ساخت که هر دو، ادهم خان و مادرش ماهم آنگه، در آن به خاک سپرده شدند. این آرامگاه که در میان مردم به نام بهول‌بهولیان معروف است، به‌دلیل داشتن هزارتو در داخل، بر روی استحکامات لال کوت در شمال قطب منار قرار دارد. امروزه گاهی از این بنا به‌عنوان اتاق انتظار برای ایستگاه اتوبوس مهراولی استفاده می‌شود.

## زندگی شخصی
ادهم خان در سال ۱۵۵۲ با جاوده بیگم، دختر باقی‌خان بق‌لانی ازدواج کرد. او دو پسر و دو دختر داشت.

## نگارخانه

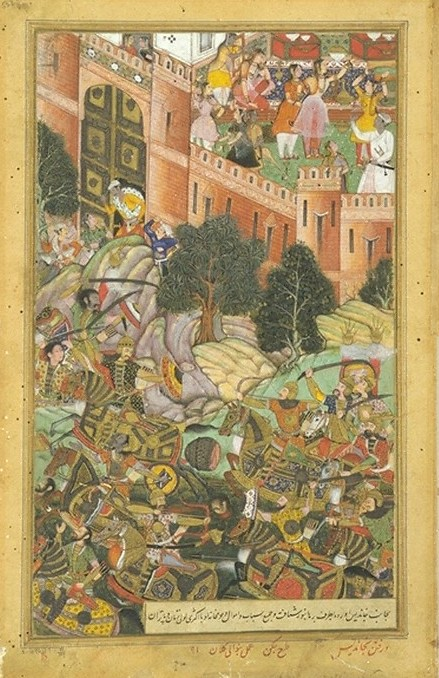
شکست بازبهادر ملوا در اکبرنامه، حدود ۱۵۹۰–۹۵
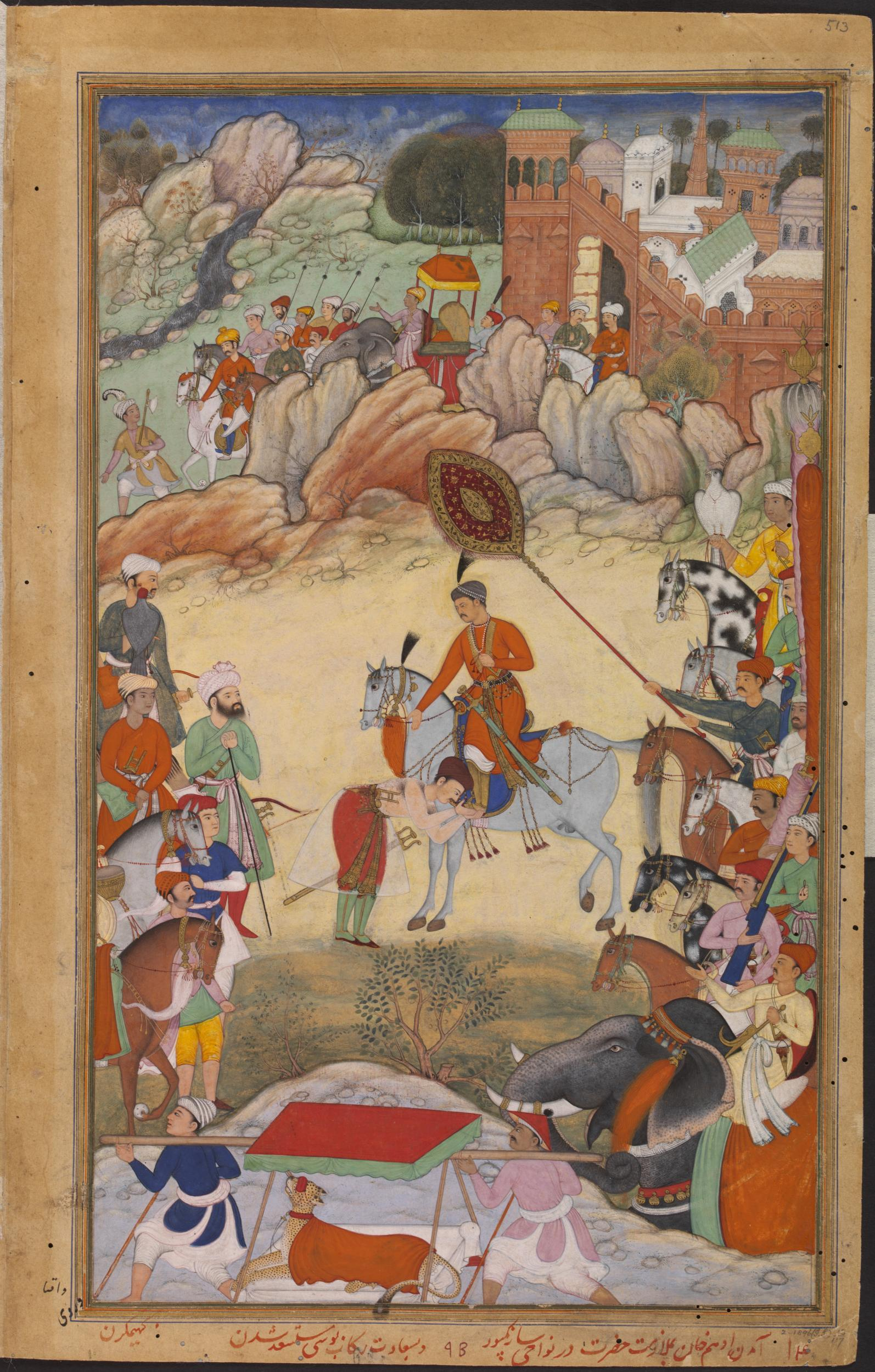
ادهم خان در سال ۱۵۶۱ پس از نافرمانی، در سارنگپور به اکبر کبیر ادای احترام می‌کند، اکبرنامه.